# Polatpınarı, Tufanbeyli
Polatpınarı là một xã thuộc huyện Tufanbeyli, tỉnh Adana, Thổ Nhĩ Kỳ. Dân số thời điểm năm 2009 là 210 người.